# Gamkaskloof
Le Gamkaskloof (littéralement en afrikaans « gouffre de [la rivière] Gamkas », terme signifiant lui-même « lion » en khoisan), également connu sous le nom de The Hell / Die Hel (littéralement « l'Enfer », en anglais et afrikaans) est une vallée isolée de 20 kilomètres de long, de maximum 600 mètres de large, située au cœur des montagnes du Swartberg en province du Cap-Occidental en Afrique du Sud.

## Géographie

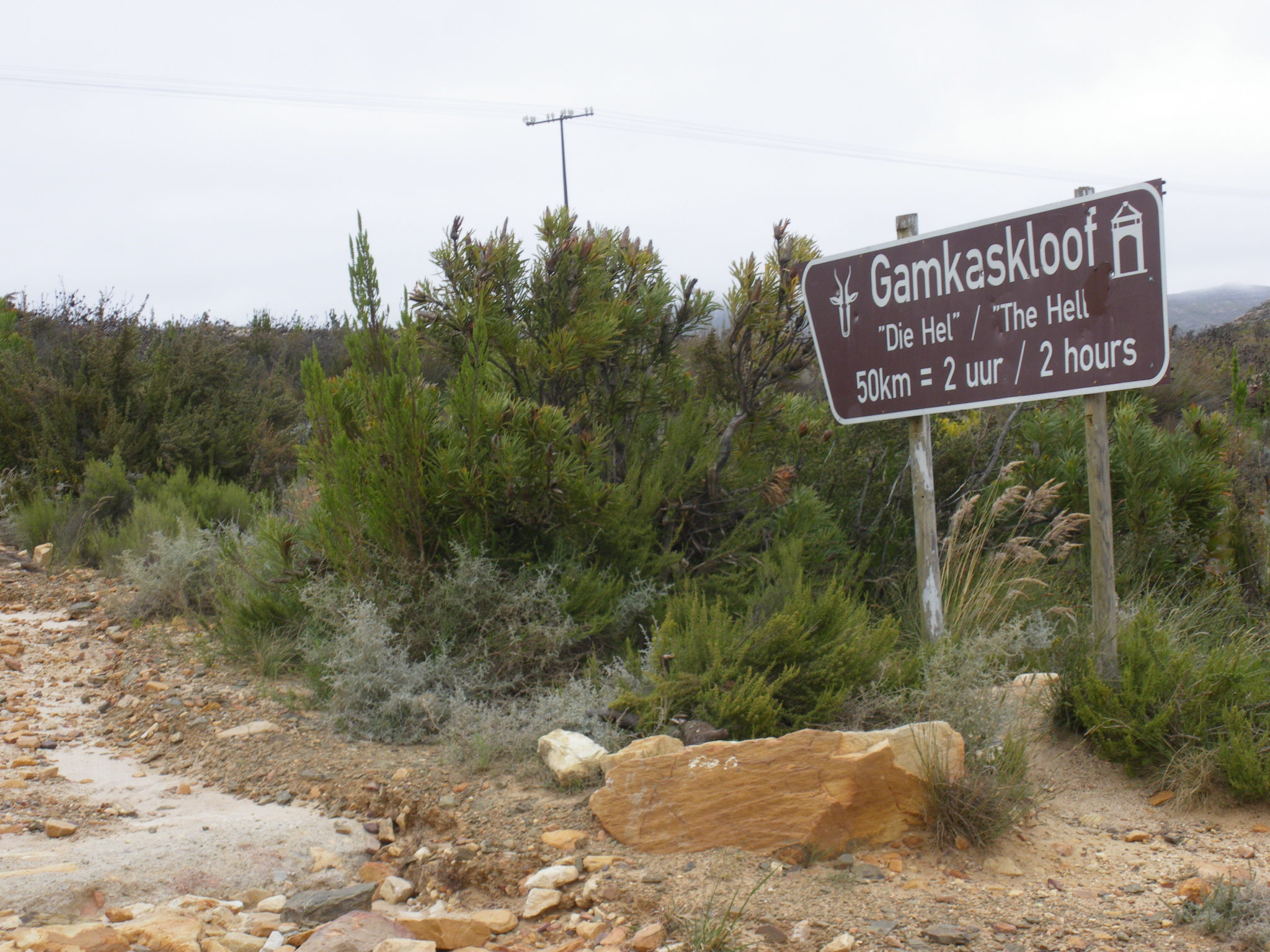
L'accès au Gamkaskloof au sommet du Swartberg Pass (2008).

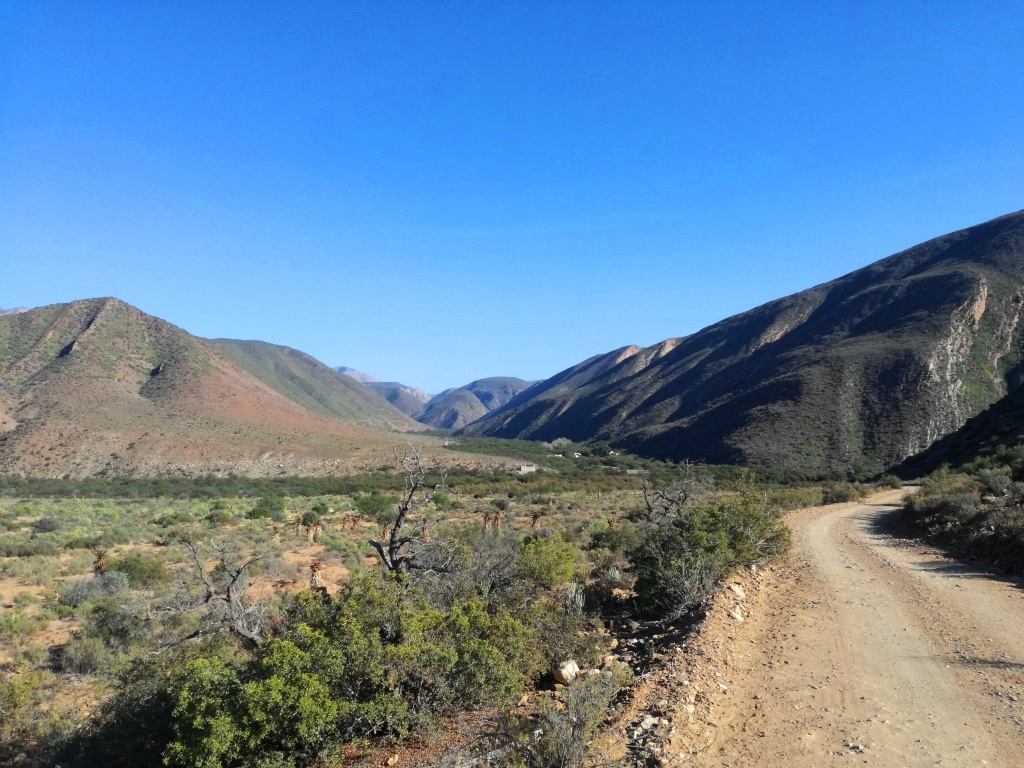
Paysage de la vallée.

Le Gamkaskloof est une longue vallée orientée est-ouest, parallèle aux montagnes du Swartberg au sein desquelles elle se situe. À l'est se trouve le seul accès routier, au sommet du Swartberg Pass (construit en 1888), lui-même d'accès difficile. À l'ouest, la rivière Gamkas traverse le Swartberg de part en part, mais la gorge creusée par la rivière est telle que rares sont ceux qui ont tenté de rejoindre Prince Albert ou Calitzdorp par ce chemin.

## Histoire
Le Gamkaskloof a vraisemblablement été découvert au début du XIXe siècle par des trekboers à la recherche de terres, mais le premier habitant permanent connu est Petrus Swanepoel en 1830. D'autres, des noms de Marais, Cordier, Mostert, Nel ou Joubert, le rejoignirent rapidement. La communauté atteint une taille maximale de 160 personnes. Ces personnes arrivèrent généralement de Prince Albert et Calitzdorp. L'endroit compta une église et une école.
Le site produisait et vendait localement des légumes, des fruits, du thé et du tabac. De la bière et du miel furent également produits.
Les habitants réclamèrent la construction d'une route permettant l'accès au Gamkaskloof, et celle-ci fut finalement achevée en 1962. Elle fut appelée Otto du Plessis Road, du nom de son constructeur. Ce fut le début de la fin de la communauté qui comptait encore 120 personnes et 20 familles. La plupart des enfants envoyés dans les écoles des villes de la région ne revinrent pas. La dernière personne à quitter l'endroit fut Piet Swanepoel, qui vendit sa propriété en 1991 au Western Cape Nature Conservation Board Act.
Le Gamkaskloof est devenu monument national en 1997 et intégré à la réserve naturelle du Swartberg. Les maisons ont été restaurées et permettent un hébergement. Des campings existent également.

## The Hell / Die Hel

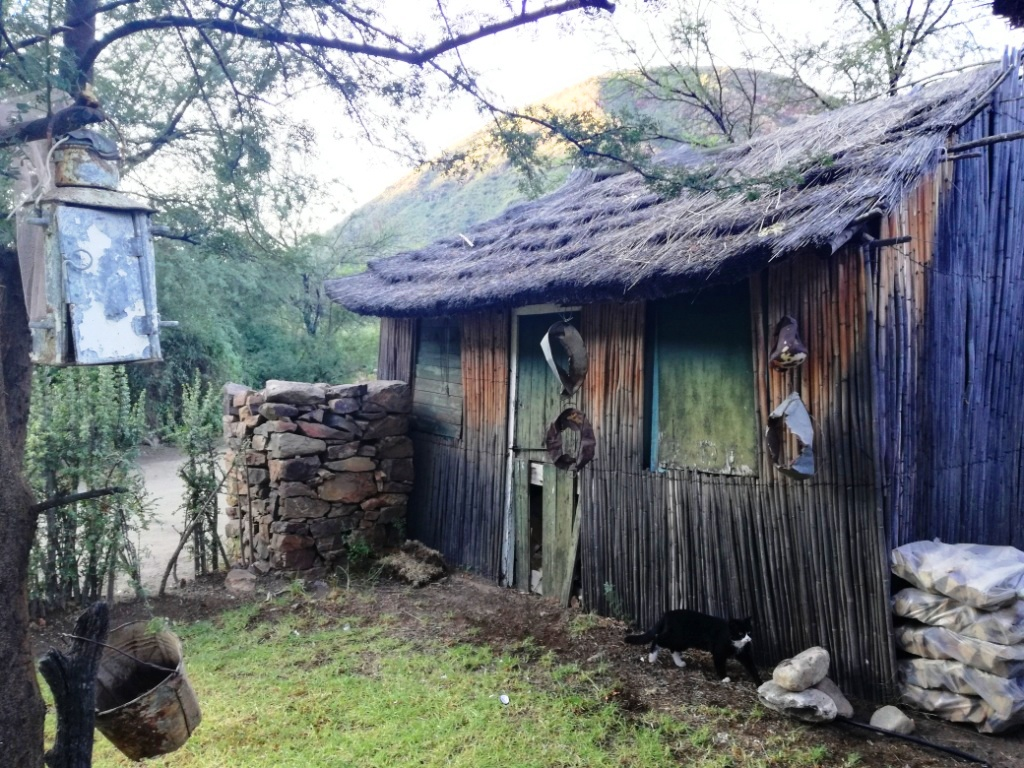
L'un des bâtiments historiques.

Personne ne sait exactement d'où vient ce surnom  de Hell pour la vallée. Une explication admise est qu'il était le surnom une ferme éloignée du nom Boplas, où s'arrêtait « la connaissance » (die leer, qui aurait donné Die Hel). Piet Botha, un agent de l'État, confirme le nom de cet endroit, mais l'aurait donc écrit Die Hel en 1940. Mais en 1901, le kommando boer de Deneys Reitz avait déjà rencontré ce nom de Die Hel lors de sa visite de l'endroit au cours de la seconde guerre des Boers.
Les habitants se désignaient sous le nom de Kloovers (« Ceux du gouffre »).